# Système monétaire de la régence d'Alger
Le système monétaire de la régence d'Alger, désigne l'ensemble des monnaies employées durant la période de la régence d'Alger, de 1519 à 1830, puis durant les premières années de la colonisation française (1830-1848).
Au XVIIIe siècle, on recense trois catégories de monnaies propres à la régence :
- une monnaie d’or, le sultanin ou mahboub, l'unité pesant environ 3,2 g ;
- les monnaies en argent très courantes telles que la piastre d'Alger ou le boudjou royal ;
- une pièce numéraire en cuivre ou en billon, l’aspre, appelée aussi parfois kharouba ;
- une pièce en cuivre, le mangır qui disparaît au XVIIIe siècle ;

Deux monnaies de compte, sans réalité matérielle, sont également en vigueur :
- la saïme ;
- la pataque chique ou pataque d'aspres[1].

La monnaie algérienne, est frappée dans le Dâr al-Sikka, l'hôtel des monnaies situé à Alger, dont le rôle dans la politique monétaire est réel car les deys fixent la qualité de l'aloi en fonction de leurs besoins. Selon Diego de Haedo, déjà au XVIe siècle, la valeur de ces monnaies est fluctuante car modulée en fonction des exigences du moment. Stratégique, cette institution est toujours accolée au palais du dey (palais la Jenina, puis la Casbah à partir de 1817).
Les monnaies en circulation dans la régence sont également d'origine européenne avec une prépondérance pour les pièces d'origine espagnole. On trouve également des monnaies frappées par l'Empire ottoman puisque la régence bien qu'autonome, en fait partie. Leurs valeurs sont indexées sur leur titrage en or ou en argent. Certaines monnaies étrangères en cuivre viennent pallier le manque de petit numéraire au quotidien. De fait, le troc est encore couramment pratiqué dans l'ensemble de la régence.